# هارفست ريكوردز
هارفست ريكوردز (بالإنجليزية: Harvest Records)‏ هي شركة تسجيل ضخمة تنتمي لمجموعة كابيتول الموسيقية، أنشئت بالأصل من قبل إيمي، والشركة نشطة من عام 1969 حتى الوقت الحاضر.